# Miiduranna
Miiduranna (Duits: Middoranna) is een plaats in de Estlandse gemeente Viimsi, provincie Harjumaa. De plaats heeft de status van dorp (Estisch: küla).

## Bevolking
Het dorp had 358 inwoners op 31 december 2011 en 310 inwoners op 31 december 2021.

## Ligging
Miiduranna ligt aan de Baai van Tallinn en bezit een haven, die geschikt is voor kleine vrachtschepen. De haven is door een goederenspoorlijn verbonden met de haven van Muuga, de grootste haven van de regio. Die spoorlijn vormt de grens tussen de gemeenten Viimsi en Tallinn.

## Geschiedenis
Miiduranna werd voor het eerst genoemd in 1561 onder de naam Milstrandh. De plaats viel onder het landgoed van Viimsi. In 1977 werd Miiduranna opgedeeld tussen Viimsi en Haabneeme, maar in 1997 werd het weer een zelfstandig dorp.

## Foto's

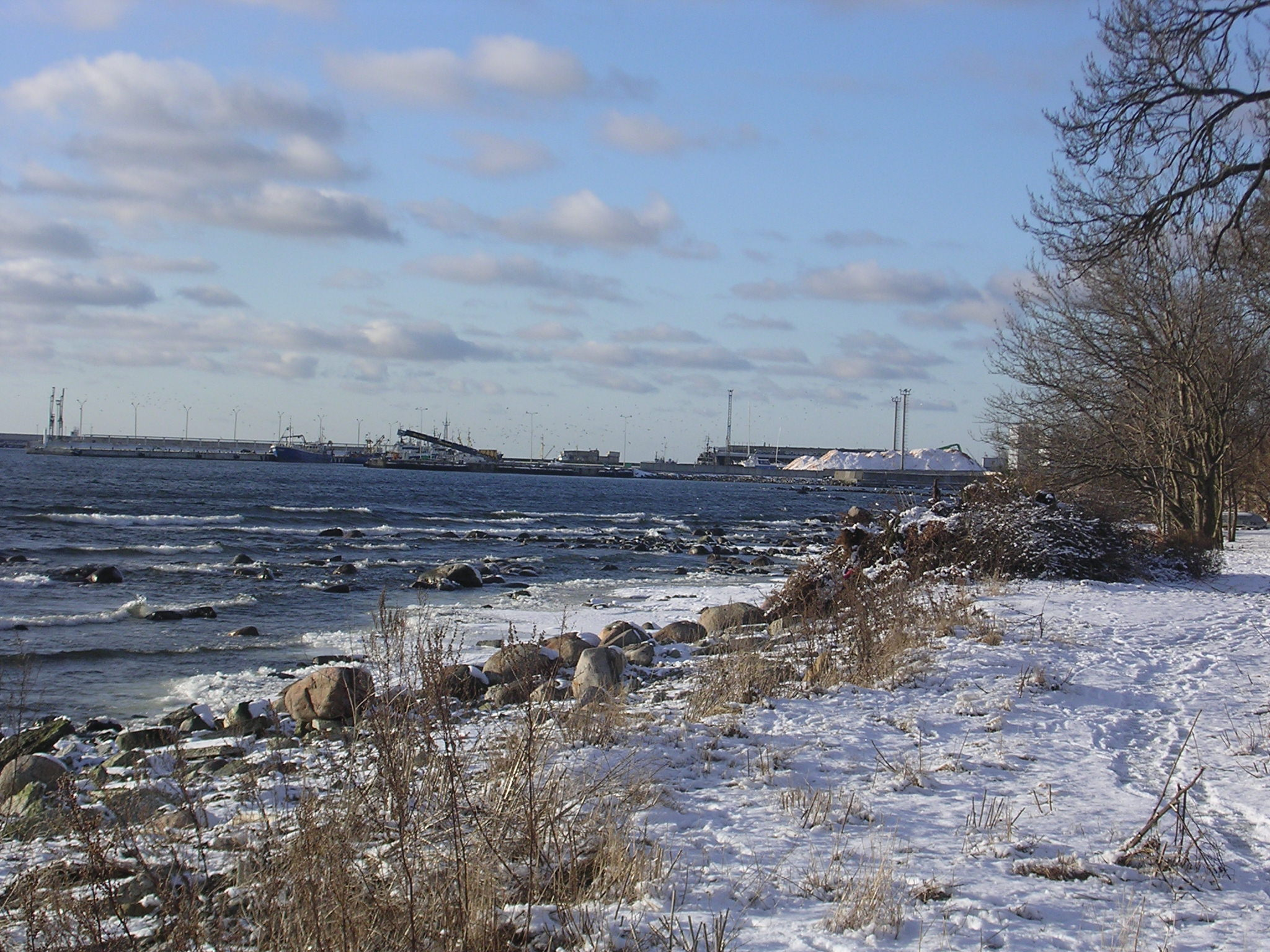
De haven van Miiduranna
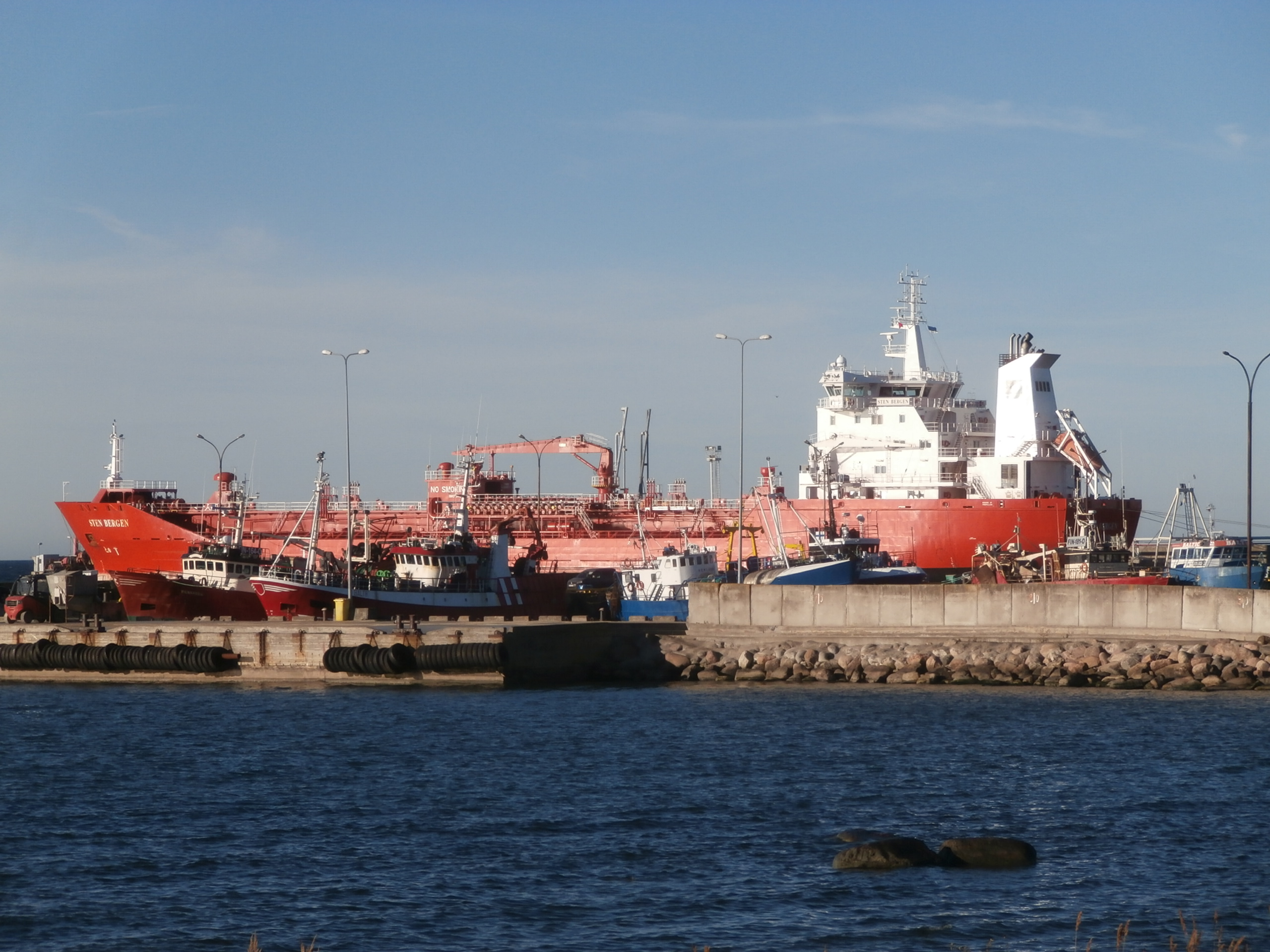
Schepen in de haven
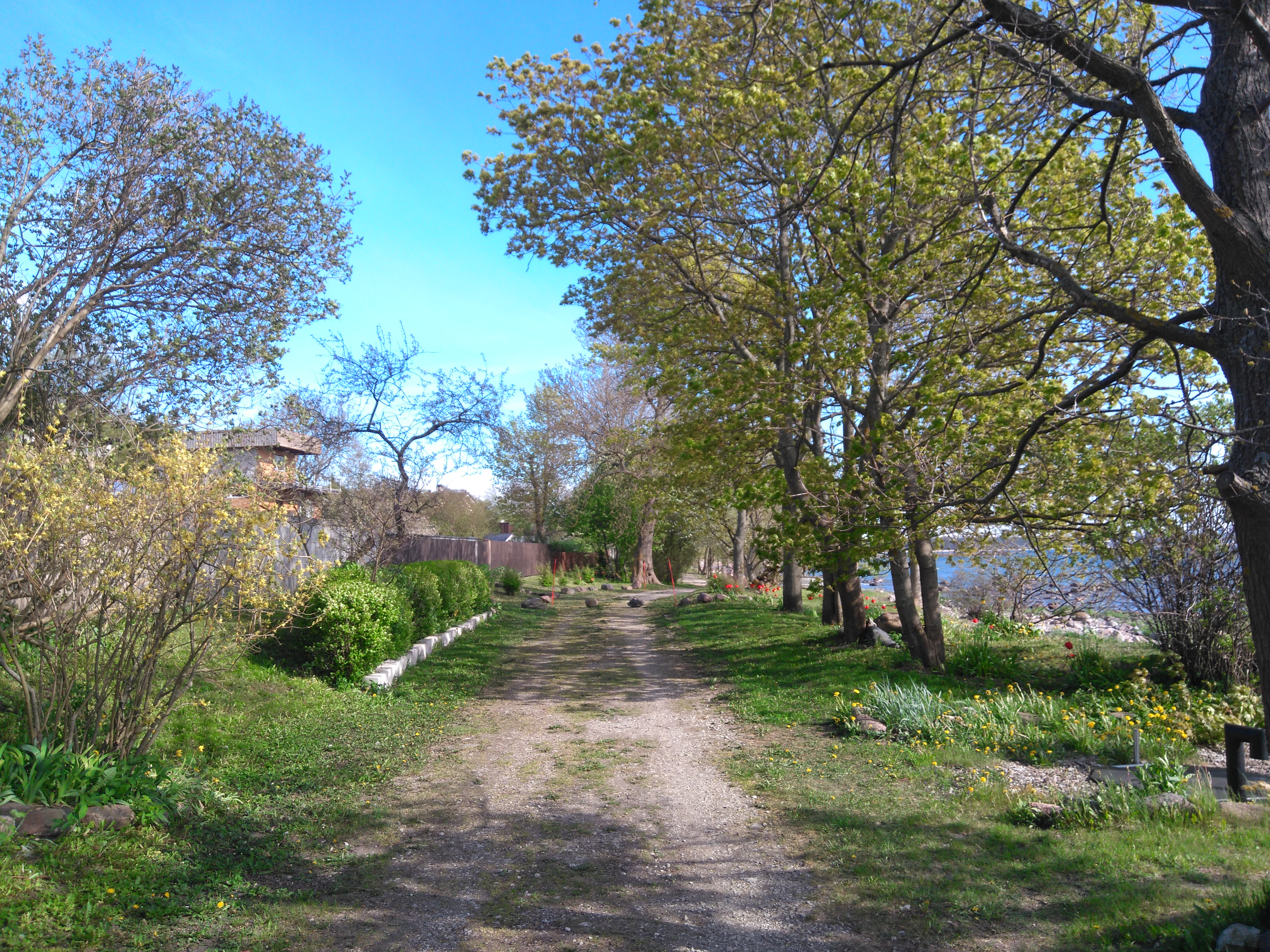
De weg Lahe tee
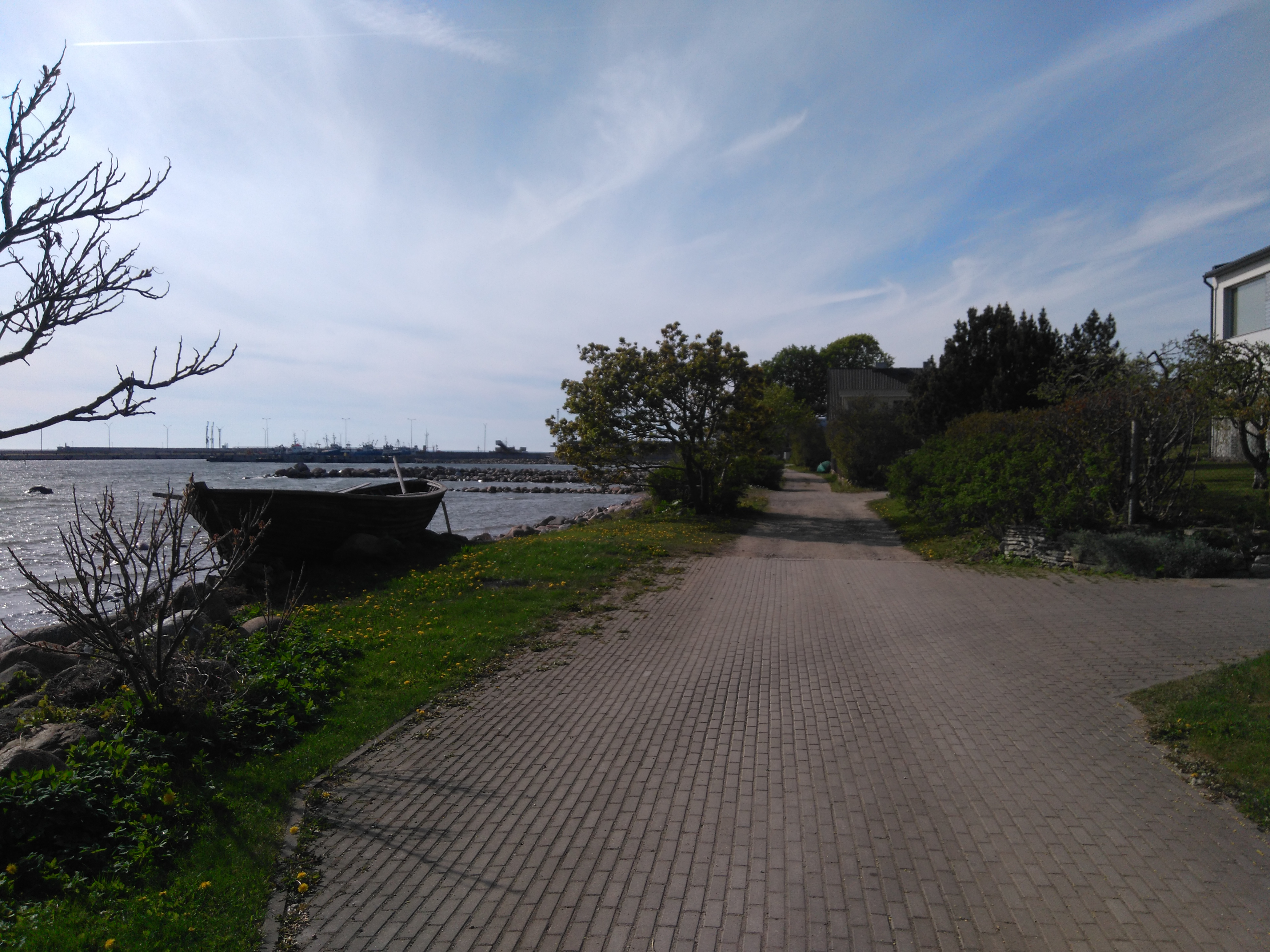
De Lahe tee met op de achtergrond de haven
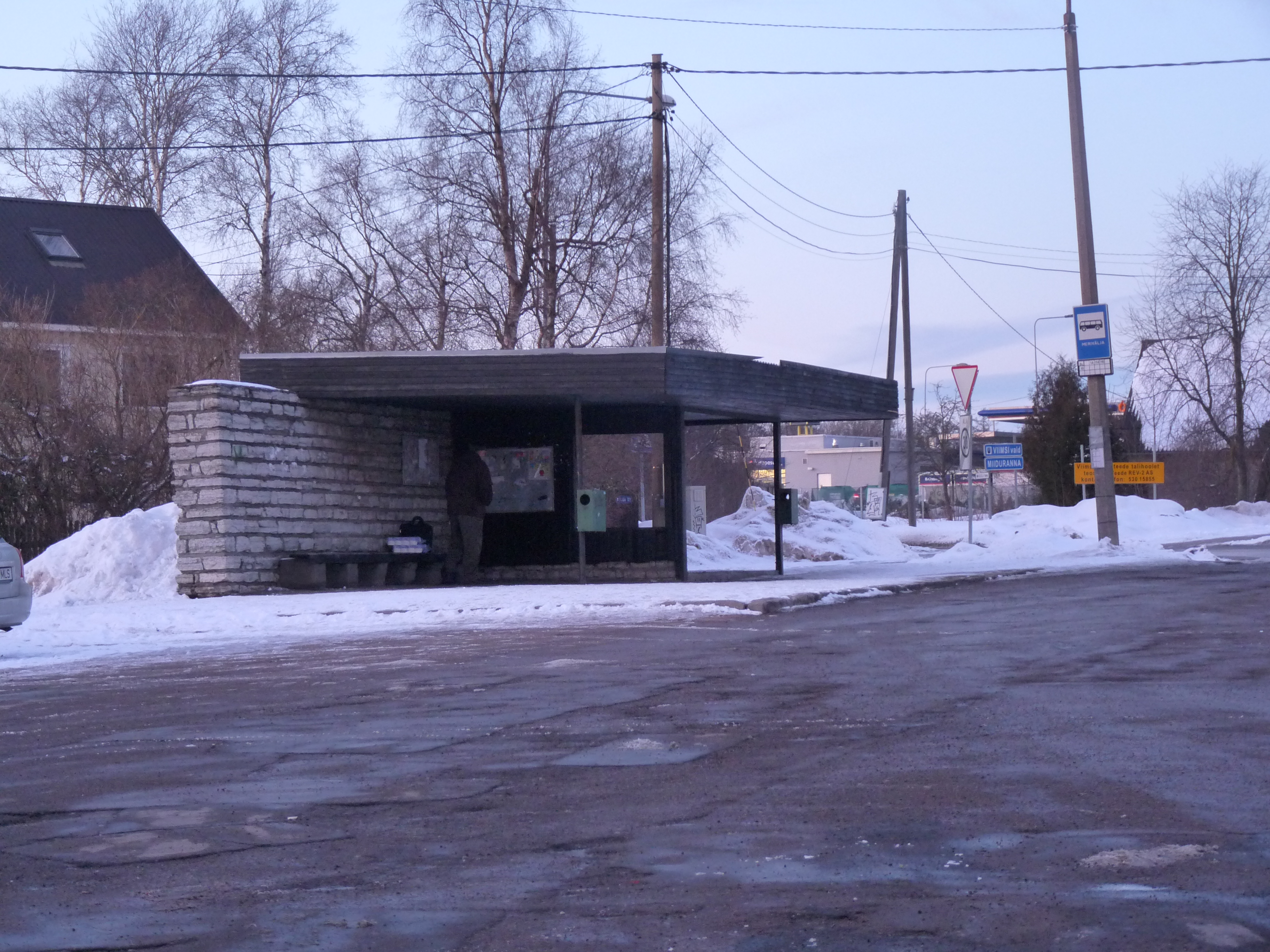
Bushalte
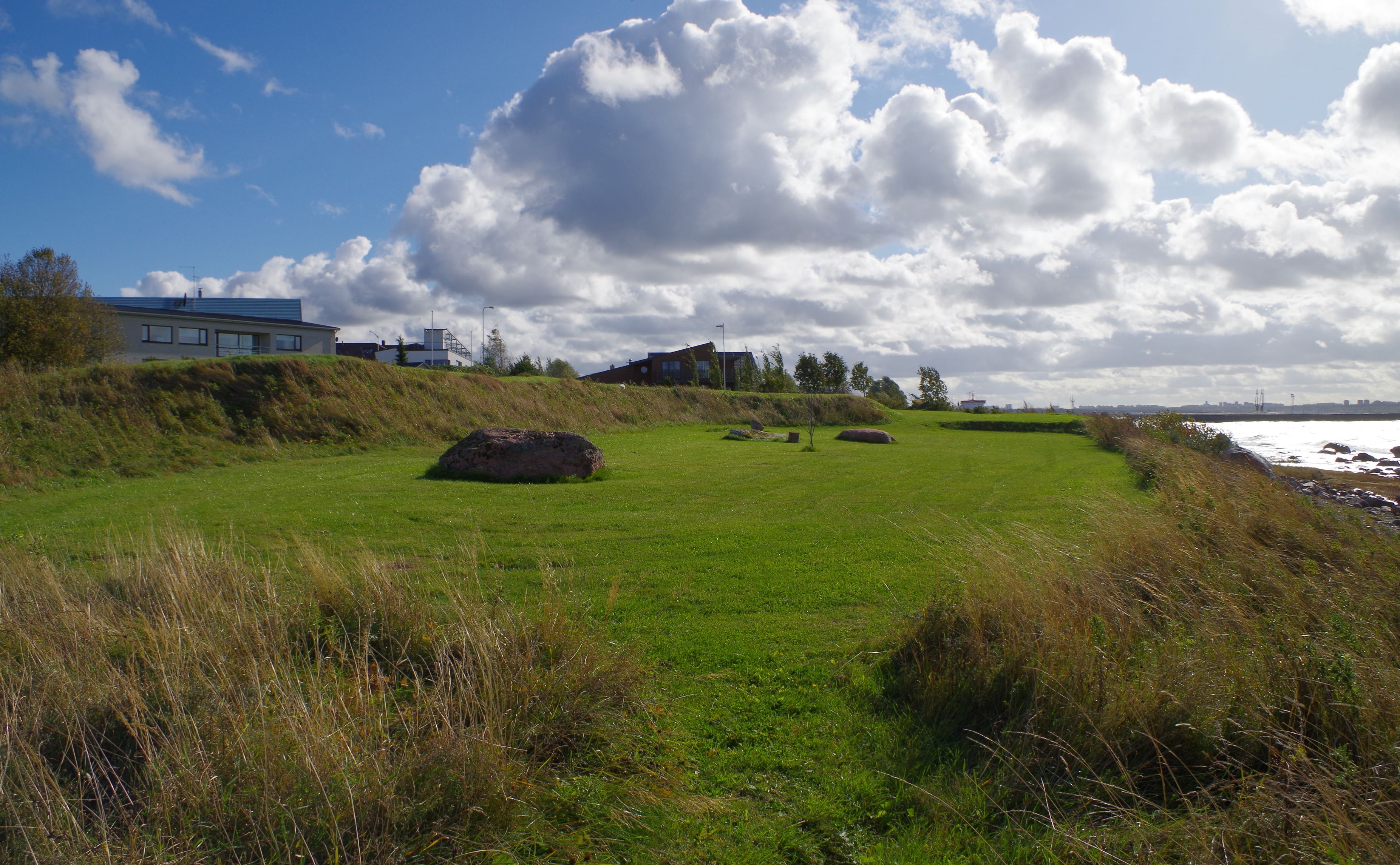
Restant van vestingwerken